# Ісода Йоко
Ісода Йоко (26 серпня 1978) — японська синхронна плавчиня.
Срібна медалістка Олімпійських Ігор 2000 року.